# Семаре
Семаре́ (фр. Semarey) — коммуна во Франции, находится в регионе Бургундия. Департамент коммуны — Кот-д’Ор. Входит в состав кантона Пуйи-ан-Осуа. Округ коммуны — Бон.
Код INSEE коммуны — 21600.

## Население
Население коммуны на 2010 год составляло 116 человек.
| 1962 | 1968 | 1975 | 1982 | 1990 | 1999 | 2010 |
| ---- | ---- | ---- | ---- | ---- | ---- | ---- |
| 83   | 97   | 105  | 94   | 112  | 111  | 116  |

## Экономика
В 2010 году среди 67 человек трудоспособного возраста (15—64 лет) 51 были экономически активными, 16 — неактивными (показатель активности — 76,1 %, в 1999 году было 68,8 %). Из 51 активных жителей работали 48 человек (25 мужчин и 23 женщины), безработных было 3 (2 мужчин и 1 женщина). Среди 16 неактивных 7 человек были учениками или студентами, 5 — пенсионерами, 4 были неактивными по другим причинам.